# 20 dní v Mariupolu
20 dní v Mariupolu (ukrajinsky 20 днів у Маріуполі) je ukrajinský Dokumentární film z roku 2023. Jeho režisérem je Mstyslav Černov.
Film získal prvního Oscara v historii ukrajinské kinematografie, a to za nejlepší celovečerní dokument, i jeho britskou obdobu, Cenu BAFTA.
Světovou premiéru měl film na filmovém festivalu Sundance 2023, kde zvítězil v soutěži Sundance World Cinema Documentary Competition.
Film byl jmenován jedním z pěti nejlepších dokumentárních filmů roku 2023 podle National Board of Review. Byl také promítán na zahájení 78. zasedání Valného shromáždění OSN.

## Děj
Film vypráví o dvaceti dnech, které Černov strávil se svými kolegy v obleženém Mariupolu poté, co Rusko v únoru 2022 zahájilo invazi na Ukrajinu. Černov ho sestavil ze záběrů, které získal v Mariupolu společně s týmem z agentury Associated Press, k němuž patřil fotograf Jevhen Maloljetka.
Film obsahuje mj. záběry na Ruskem rozbombardovanou porodnici, ze které záchranáři pomáhali těhotným ženám a matkám s narozenými dětmi. Ruští představitelé tehdy zprávy o ostřelování porodnice označili za „fake news“.
Ze zničeného města kvůli invazi uprchly dvě třetiny obyvatel, desítky tisíc lidí zde zemřely.

## Ocenění
Film 20 dní v Mariupolu získal více než 20 ocenění. Je mezi nimi Oscar za nejlepší celovečerní dokument i jeho britská obdoba, Cena BAFTA. „To je první Oscar v ukrajinské historii, i když bych ho rád vyměnil za to, aby se to nikdy nestalo,“ komentoval ocenění režisér Mstyslav Černov.

## Kritika
Rusko necenzurované záběry z Mariupolu označilo za „informační terorismus“ nebo za „falešné a zinscenované zprávy“, předváděné „zaplacenými herci“. Srbsko promítání filmu zakázalo a označilo ho za „protiruskou propagandu“.